# Älvsåkers kyrka
Älvsåkers kyrka är en kyrkobyggnad som tillhör Älvsåkers församling i Göteborgs stift. Den ligger i Anneberg i norra delen av Kungsbacka kommun.  

## Kyrkobyggnad
Kyrkan är uppförd under tidig medeltid i vitputsad gråsten i romansk stil med metertjocka murar. Vapenhuset finns vid den västra gaveln med ingång från dess sydsida och det finns även en sidoingång från långskeppets sydsida. 
En ombyggnad företogs 1729 och 1753 förlängdes kyrkan i öster. Samtidigt med tillbyggnaden restaurerades kyrkan invändigt. En större reparation utfördes 1822 och man tog då upp två fönster vid gaveln och även vid predikstolen. Vid ombyggnaden 1885 förlorade kyrkan mycket av gammal prägel. Man lade in nytt golv, nya bänkar och målade om. Även takmålningarna beströks. Man satte även in nya bänkar och en värmeugn. Vid den genomgripande restaureringen 1936 återfick kyrkan dock mycket av sitt ursprungliga skick och de gamla dekorationsmålningarna återställdes.   

## Takmålningar
Uppdraget att utföra takmålningarna gavs 1756 åt Ditlof Ross. Det finns inget skriftligt belägg för att han är upphovsman, men stil och motivval gör att de ändå kan knytas till honom. Ross måleri följer det bildprogram som han vid tiden för utförandet hade utarbetat och som han återgav med mindre variationer vid sina målningsuppdrag.   
Vid en renovering 1885 övermålades taket, men målningarna togs åter fram vid en restaurering 1928. Man upptäckte då att det finns ännu äldre takmålningar från tiden före 1756, vilka möjligen kan ha utförts av Sven Wernberg. Renoveringen blev en kompromiss där man bibehöll Ross målningar, men skrapade fram vissa figurscener från den tidiga bemålningen, vilka nu är synliga runt takets kanter. I långhuset togs ytterligare måleri fram 1963 av Carl Otto Svensson och senare renovering företogs 2009.

## Klockstapel och klockor
Till kyrkan hör en åttakantig vitmålad klockstapel i trä från 1768, vilken renoverades 2005-2006. Den är placerad sydost om kyrkan. På vindflöjeln är årtalen 1779 och 1905 angivna. I stapeln hänger två klockor.
- Storklockan är gjuten 1782 av Abraham Wetterholtz, Malmö, son till klockgjutare Andreas Wetterholtz, och prydd med en bild på Gustav III och hans gemål Sofia Magdalena av Danmark.[1]
- Lillklockan, som omgöts 1768 av Abraham Wetterholtz, Malmö,  är troligen en omgjutning av en äldre holländsk klocka från 1499.

## Inventarier
- En dopfunt i täljsten tillverkad under senare hälften av 1200-talet. Funten är i två delar och 88 cm hög. Cuppan liksom foten är fyrpassad (fyrklöverformad). Cuppan har en arkadindelning med tolv bågar och växtornamentik, typisk för den så kallade Starkärrskolan. Foten är fyrkantig och har på sidornas mitt två utsparade vertikala stavar samt på skaftets mitt en rundstav. Funten saknar uttömningshål och är relativt väl bevarad.[2]
- Två snidade träskulpturer som föreställer apostlarna Petrus och Paulus
- På den norra innerväggen finns ett konsekrationskors, målat vid biskopens invigning av kyrkan.
- Predikstolen är ritad 1936 av Knut Nordenskjöld med snidade bilder av evangelisterna, fast ljudtaket från 1600-talet är bevarat från den gamla predikstolen och har inskrifter på danska.
- Vid uppförandet av ett nytt altare 1985, återanvändes den medeltida altarskivan av sten med relikgömma, som tidigare förvarats i vapenhuset.
- Bakom altaret finns ett triumfkrucifix föreställande Kristus Segraren, den himmelske Konungen. Det är utfört 1985 av konstnären Eva Spångberg och motivet är hämtat från Upp.boken 1:13,17.
- I taket hänger fyra ljuskronor, en basunängel från 1700-talet och ett votivskepp.
- En brudbänk från 1700-talet, en offerkista från mitten av 1700-talet och fem ljusstakar från 1600-talet.

### Orgel
Orgeln är tillverkad 1968 av Lindegren Orgelbyggeri AB och har tolv stämmor fördelade på två manualer och pedal. Fasaden till 1844 års orgel, byggd av Johan Nikolaus Söderling, har bibehållits. 1844 års orgel hade utökats och restaurerats på 1880-talet av Lindegrens i Göteborg och 1917 byggde Johannes Magnusson ett nytt verk, varvid dock dugligt material återanvändes.  

## Bilder

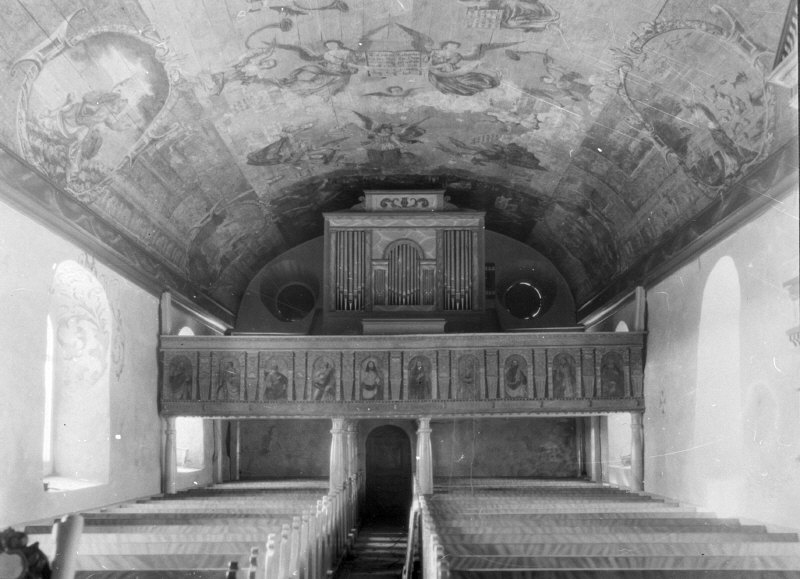
Interiör mot orgelläktaren 1929
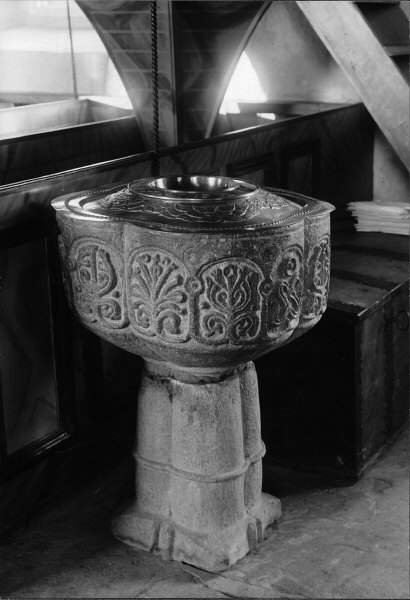
Dopfunten
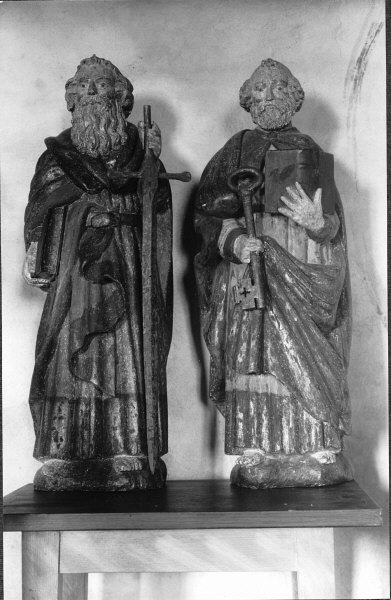
De två träskulpturerna
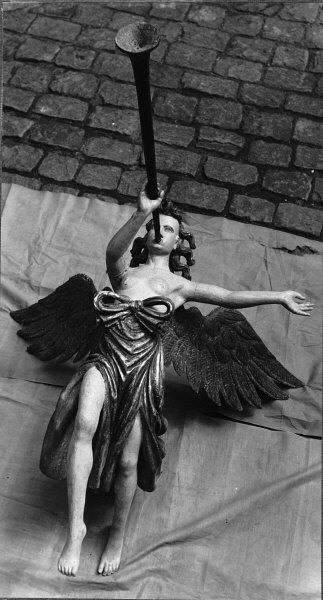
Basungängel i trä
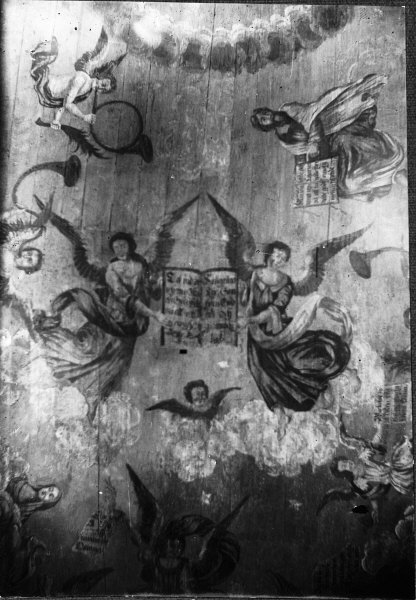
Detalj av takmålning
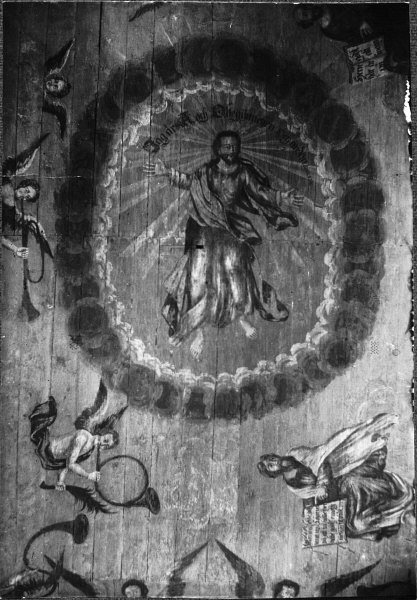
Detalj av takmålning